# Nordsjön (Bälaryds socken, Småland)
Nordsjön är en sjö i Aneby kommun i Småland och ingår i Motala ströms huvudavrinningsområde. Sjön har en area på 0,655 kvadratkilometer och ligger 274 meter över havet. Sjön avvattnas av vattendraget Svartån.

## Delavrinningsområde
Nordsjön ingår i det delavrinningsområde (641232-142972) som SMHI kallar för Utloppet av Nordsjön. Medelhöjden är 288 meter över havet och ytan är 9,35 kvadratkilometer. Det finns inga delavrinningsområden uppströms utan avrinningsområdet är högsta punkten. Svartån som avvattnar avrinningsområdet har biflödesordning 2, vilket innebär att vattnet flödar genom totalt 2 vattendrag innan det når havet efter 230 kilometer. Delavrinningsområdet består mestadels av skog (70 procent). Avrinningsområdet har 0,73 kvadratkilometer vattenytor vilket ger det en sjöprocent på 7,8 procent.